# 赤十字病院前停留場
赤十字病院前停留場（せきじゅうじびょういんまえていりゅうじょう）は、愛媛県松山市平和通一丁目にある伊予鉄道城北線の駅である。駅番号は14。市内電車（松山市内線）の1、2号線が使用する。

## 歴史
- 1927年（昭和2年）4月3日 - 練兵場前停留場として開業[2]。
- 1944年（昭和19年）
  - 護国神社前停留場に改称[2]。
  - 3月6日 - 戦局の悪化により廃止。
- 1947年（昭和22年）8月1日 - 赤十字病院前停留場[2]として再開業。
- 1956年（昭和31年）9月 - 踏切の東、線路の北に古町方面行き専用ホームを設置。これまでは踏切の西、線路の南に両方向兼用のホームのみであった[2]。
- 1978年（昭和53年）頃 - ホームの位置を変更[2]。

## 構造
2面1線の棒線停留場。踏切を挟んで斜め向かいにホームが位置する。

### のりば
| ホーム | 路線   | 行先                        |
| ------ | ------ | --------------------------- |
| 1      | ■1号線 | 環状 大街道・松山市駅方面   |
| 2      | ■2号線 | 環状 木屋町・JR松山駅前方面 |

## 周辺
- 松山赤十字病院
- 愛媛大学
- 人間環境大学松山道後キャンパス
- 松山市立東中学校
- 松山市立東雲小学校
- 日赤前バス停
- 愛媛縣護國神社

## 隣の停留場
伊予鉄道
環状線（■1号線・■2号線）
鉄砲町停留場 (13) - 赤十字病院前停留場 (14) - 平和通一丁目停留場 (15)